# Floyd Casey Stadium
Le Floyd Casey Stadium est un stade de football américain situé à Waco, au Texas. C'est le terrain de l'équipe universitaire des Baylor Bears. Il a été inauguré en 1950 lors d'une rencontre opposant les Baylor Bears aux Houston Cougars.

## Histoire
À l'origine appelé Baylor Stadium, le stade a reçu son nom actuel en 1988. Le 7 décembre 2013, le stade est fermé définitivement, et sera remplacé par le nouveau McLane Stadium dès août 2014. 